# Dvorec Zavrh (Saverch)
Gradič Zavrh (nemško Saverch) stoji v naselju Spodnja Slivnica v občini Grosuplje.

## Zgodovina
Dvorec Zavrh je bil zgrajen v začetku 17. stol. Leta 1944 je bil požgan in izropan.